# 孔孔茶卡
孔孔茶卡（藏語：ཁུང་ཁུང་ཚྭ་ཁ།，威利转写：khung khung tshwa kha，THL：Khungkhung Tsakha）位于中国西藏自治区那曲市尼玛县境内，地处尼玛县中部，湖面海拔4775米，面积36平方公里。湖区气候寒冷干燥，年均气温-6℃，年均降水量150～200毫米。湖水主要依靠地表和地下径流补给，集水区面积1581平方公里，补给系数43.9。